# بیمارستان ایران (ایرانشهر)
بیمارستان ایران بیمارستانی است درمانی واقع در شهر ایرانشهر در استان سیستان و بلوچستان وابسته به دانشگاه علوم پزشکی ایرانشهر است.